# PRMX Turbo
PRMX Turbo es el segundo álbum remix del dueto de J-Pop, Puffy AmiYumi. Esta segunda versión de PRMX, contiene nuevas variantes de las canciones originales del primer álbum. Contiene también canciones desde AmiYumi hasta Nice. Al igual que su anterior versión, también tiene un LP, con remix y canciones inéditas.

## Canciones
1. "Boowie Woogie No.5 (ブギウギ No.5)"/readymade all that jazz 2003
2. "Electric Beach Fever (これが私の生きる道, Nagisa ni Matsuwaru Et Cetera; Nagisa Beach Fever)"/Sunaga t Experience Remix
3. "Wild Girls Circuit (サーキットの娘, Circuit no Musume; Sakitta no Musume)"/Moon Dog Mix
4. "Blue Tears (青い涙; Aoi Namida)"/boogaloo 2003 MIX
5. "Your love is a drug"/readymade acid test 2003
6. "Jet Police (ジェット警察; Jet Keisatsu)"/Ice Prince Mix
7. "Electric Beach Fever (これが私の生きる道, Nagisa ni Matsuwaru Et Cetera; Nagisa Beach Fever)"/OLD NICK ver.
8. "Planet Tokyo"/Groovediggerz remix
9. "Ai no Tsuon Min (愛のしるし（北京語ヴァージョン）, Ai no Shirushi (Mandarin Version); Sign Of Love)"/DJ TASAKA REMIX
10. "Into the Beach (海へと; Umi Eto)"/Sea Weed Dub
11. "Hurricane (ハリケーン; Harkiken)"/CAYITANO BONGO MIX
12. "Love So Pure"/djcomp & one string perc mix
13. "Electric Beach Fever + Sign Of Love (渚にまつわるエトセトラ + 愛のしるし, Nagisa ni Matsuwaru Et Cetera + Ai no Shirushi; Nagisa Beach Fever + Ai no Shirushi)"/MASASAMBA REMIX
14. "True Asia (アジアの純真; Asia no Junshin)"/CKB-A 金魚鉢mix

- Datos: Q2883532